# Breteuil (Eure)
Breteuil is een gemeente in het Franse departement Eure in de regio Normandië. De gemeente maakt deel uit van het arrondissement Évreux. Op 1 januari 2016 werd Breteuil uitgebreid met de per die datum opgeheven gemeenten Cintray en La Guéroulde. De gemeente telde 3.108 inwoners op 1 januari 2018.

## Geografie
De oppervlakte van Breteuil bedraagt 27,46 vierkante kilometer; de bevolkingsdichtheid is 113,2 inwoners per km² (per 1 januari 2018).

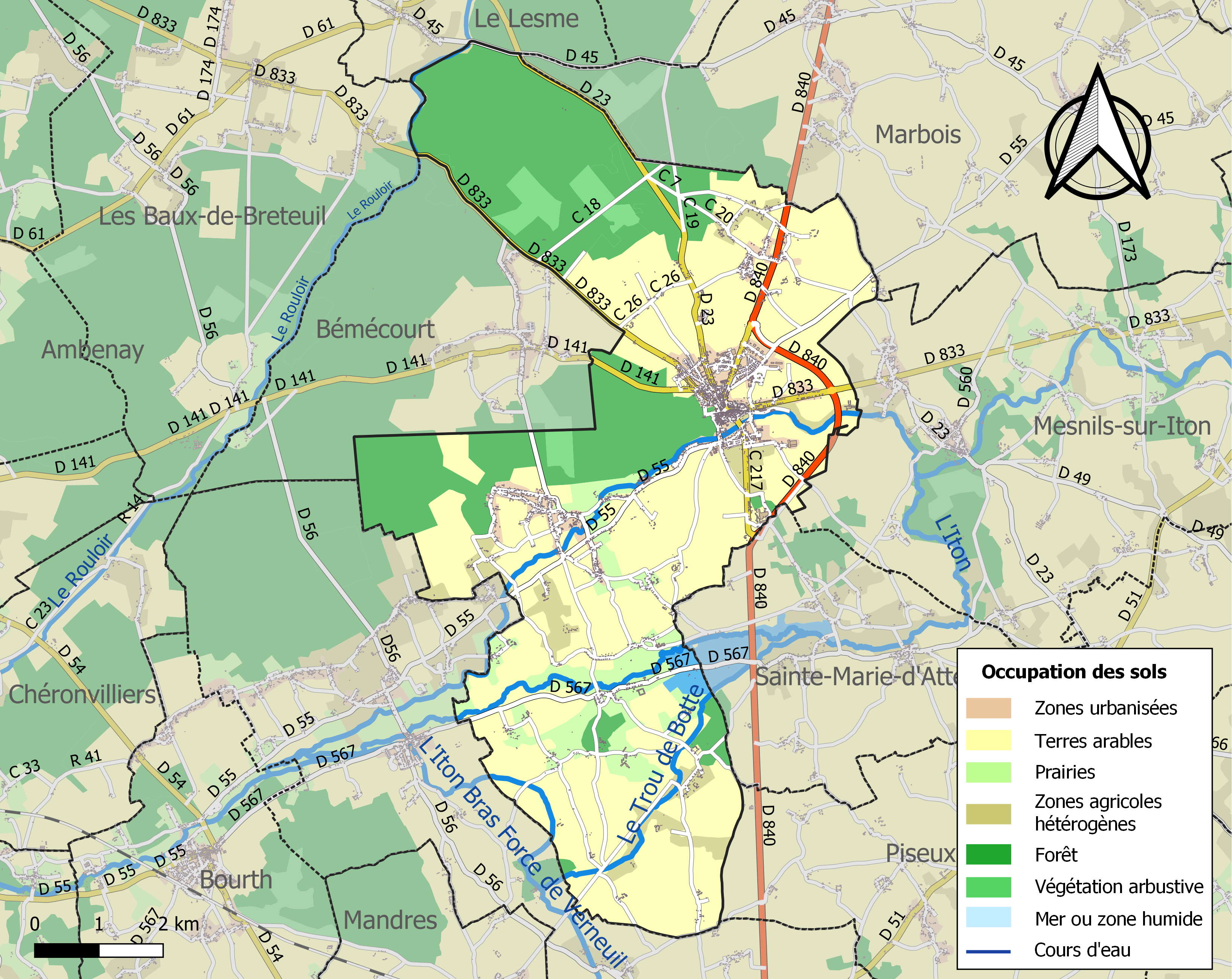
Kaart van de gemeente met belangrijkste infrastructuur, bodemgebruik en omliggende gemeenten

## Demografie
Onderstaande figuur toont het verloop van het inwonertal (bron: INSEE-tellingen).